# Рапопорт, Борис Завельевич
Бори́с Заве́льевич (Саве́льевич) Рапопо́рт (род. 1 мая 1946, Ленинград) — советский футболист, вратарь и российский тренер.

## Карьера
Футболистом выступал за ленинградское «Динамо» (1967—1968, вторая группа «А», 1-я подгруппа), волгоградский «Трактор» (1969, вторая группа «А», 2-я подгруппа) и ашхабадский «Строитель» (1971, первая лига).
С 1990-х годов работает на тренерских и руководящих должностях:
- 1994 — «Зенит» (СПб) — тренер
- 1998—1999 — «Динамо» (СПб) — главный тренер
- 2000 — «Северсталь» — главный тренер
- 2001 — «Локомотив-Зенит-2» — главный тренер
- 2002—2004 — «Зенит» (СПб) — спортивный директор
- 26.08[1] — 17.11.2002[2] — Зенит (СПб) — главный тренер
- 2003 — «Зенит-2» (СПб) — вице-президент
- 2004 — Зенит-2 (СПб) — спортивный директор
- 2006 — Зенит-2 (СПб) — вице-президент
- 2007 — «Сатурн» (Р) — спортивный директор
- с ноября 2007 — Зенит (СПб) — детско-юношеская секция[3], с 2013 — тренер в СДЮСШОР «Зенит»[4], в 2014 году возглавлял сборную Санкт-Петербурга на Кубке Содружества 2014
- 19 января 2009[5] — ноябрь 2009[6] — «Жемчужина-Сочи» — вице-президент
- с июля 2018 — «Ленинградец» — главный тренер, из-за отсутствия необходимой лицензии числился старшим тренером, 28 мая 2020 года стало известно, что истекающий 15 июня 2020 года контракт продлён не будет[7][8]
- с июня 2020 — советник генерального директора «Ленинградца»[9]

Единственный главный тренер «Зенита», не считая исполнявших обязанности, не выигравший ни одного матча в чемпионате страны (пять ничьих и шесть поражений). При этом выиграл три из пяти кубковых матчей — два из трёх в Кубке УЕФА и один из двух в Кубке России. Также именно Раппопорт является худшим тренером «Зенита» по количеству безвольных поражений в процентом соотношении среди всех тренеров команды за всю её историю.
В 2000 году привёл череповецкую «Северсталь» к победам в зоне «Запад» второго дивизиона и переходных матчах за право выхода в первый дивизион. Но клуб не стал повышаться в классе из соображений финансового порядка.
В 2019 году в полуфинале Зимнего турнира МРО «Северо-Запад» на призы Полпреда встречались команды «Ленинградец» и СШОР «Зенит». Обе команды возглавлял Рапопорт и во время матча сидел посередине футбольного поля — на скамейке резервного арбитра.